# BH Telecom Indoors 2006
Il BH Telecom Indoors 2006 è stato un torneo di tennis facente parte della categoria ATP Challenger Series nell'ambito dell'ATP Challenger Series 2006. Il torneo si è giocato a Sarajevo in Bosnia ed Erzegovina dal 13 al 19 marzo 2006 su campi in cemento indoor.

## Vincitori

### Singolare
Andreas Beck ha battuto in finale  Andreas Vinciguerra con il punteggio di 2–6, 7–6(1), 7–6(6)

### Doppio
Ilija Bozoljac /  Viktor Troicki hanno battuto in finale  Alexander Peya /  Lars Übel con il punteggio di 6–3, 6–4